# کلوین اتوهو
کلوین اتوهو (انگلیسی: Kelvin Etuhu؛ زادهٔ ۳۰ مهٔ ۱۹۸۸) یک بازیکن فوتبال اهل نیجریه است.

## زندگی حرفه‌ای
کلوین در خط میانی و خط حمله بازی می‌کند. وی در ۴ مارس ۲۰۰۸ به باشگاه فوتبال لستر سیتی پیوست.